# MyKayla Skinner
Pour les articles homonymes, voir Skinner.
Mykayla Skinner, née le 9 décembre 1996 à Gilbert (Arizona), est une gymnaste artistique américaine à la retraite. Elle est la vice championne olympique de saut de cheval des Jeux Olympiques de Tokyo 2020. En 2016 lors des Jeux Olympiques de Rio, elle était remplaçante pour l'équipe des États-Unis. Elle a participé au championnat du monde de 2014 où elle a remporté la médaille d'or au concours par équipe et une médaille de bronze au saut de cheval individuel. Elle a remporté au total 11 médailles au championnat national américain, a concouru pour l'équipe de gymnastique de l'université de l'Utah et est deux fois NCAA champion.

## Vie privée
Mykayla a un grand frère, Jeremy, et deux grandes-sœurs, Chelsea et Katie, qui sont elles-mêmes d'anciennes gymnastes. Elle vit à Gilbert en Arizona. Elle a affirmé que la gymnaste qui l'inspire est la championne olympique Shawn Johnson.
Le 16 octobre 2019, elle annonce sur Instagram qu'elle s'est fiancée à Jonas Harmer qu'elle avait rencontré à l'université. Ils se sont mariés le 15 novembre 2019.

## Palmarès

### Jeux olympiques
- Tokyo 2020
  -  médaille d'argent au saut de cheval

### Championnats du monde
- Nanning 2014
  -  médaille d'or au concours par équipes
  -  médaille de bronze au saut de cheval